# Cantó d'Angers-Nord
El cantó d'Angers-Nord és una antiga divisió administrativa francesa del departament de Maine i Loira, situat al districte d'Angers. Té 7 municipis i el cap es Angers. Va desaparèixer el 2015.

## Municipis
- Angers (part)
- Cantenay-Épinard
- La Meignanne
- La Membrolle-sur-Longuenée
- Le Plessis-Macé
- Montreuil-Juigné
- Saint-Lambert-la-Potherie

## Història
| Data d'elecció                           | Identitat         | Partit                           | Qualitat |
| ---------------------------------------- | ----------------- | -------------------------------- | -------- |
| 1945-1994                                | Jean Sauvage      | MRP, després CD, després UDF-CDS |          |
| 1994-2001                                | Robert Robin      | PS                               |          |
| 2001-2015                                | Jean-Luc Rotureau | PS                               |          |
| les dades anteriors no són pas conegudes |                   |                                  |          |
|                                          |                   |                                  |          |

## Demografia
| A partir de 1990: Població sense dobles comptes |